# 慶興廟
24°40′27″N 121°49′34″E / 24.674190°N 121.826155°E
慶興廟，是位於臺灣宜蘭縣五結鄉季新村新店地區的鄭成功廟。

## 歷史沿革

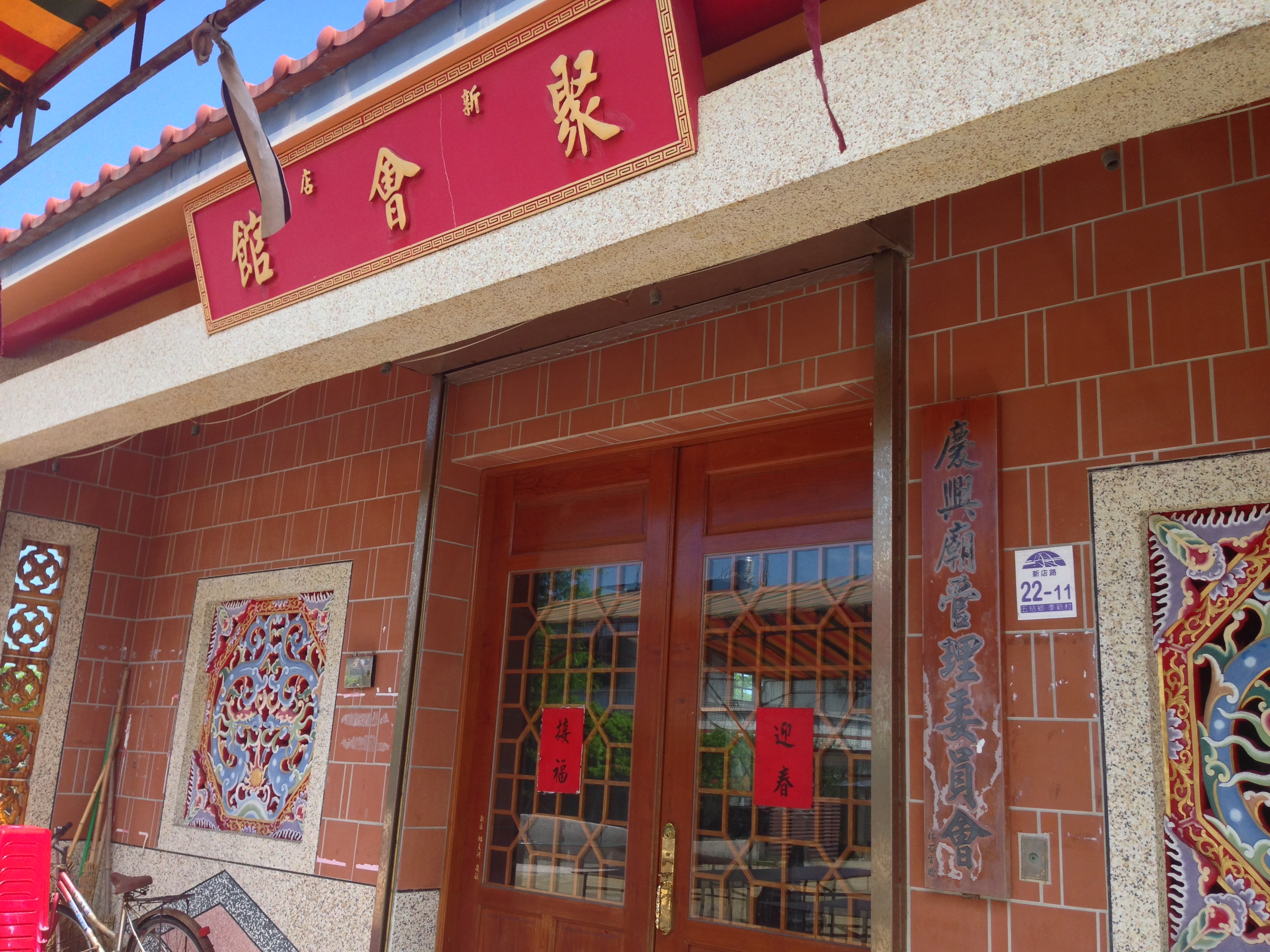
門牌

季新村新店地區，原先為噶瑪蘭族流流社所在地，後來漢人移墾進駐。1900年代初，有農家小孩以田土泥塑一尊頭大身小、約廿公分高的鄭成功神像，朝拜玩耍，居民遂建廟供奉膜拜。 
此廟為季新村新店地區的信仰中心，亦是屬於利澤簡八大庄廟宇之一。管委會總幹事蔡朝枝曾表示，新店地區總共不到六十戶，興建新廟困難，後來有信徒捐贈1500多坪的土地權狀，得以解決廟地問題，因此2003年8月動工興建新廟，於隔年完工。

## 祭祀活動
在元宵時會參加利澤簡永安宮的走尪比賽，如1999年復辦比賽時得到冠軍。
2004年2月6日（農曆正月十六），廟方為慶祝國姓爺誕辰，將最初的泥塑神像除去外罩披袍，讓全貌公開。廟方也在2009年舉行舉全台灣的鄭成功廟春祭聯合慶典，有六十多座鄭成功廟、四千多人前來參加，席開四百桌，並請國際移工扮演士兵。
2012年12月1日下午在廟前廣場舉行建醮時，經營金澤冷凍廠的副主委黃通明準備近兩百尾鯊魚作為供品。鯊魚們冷凍前先用繩子雕塑出像在海裡游泳的姿勢，但空間有限，最後只展示了六、七十隻。其中一隻圓頭鯊重530台斤、長約2公尺。因和尋常的建醮大不相同，許多非慶興廟信眾聞訊趕到廟前建醮會場目睹。